# Championnats d'Asie d'athlétisme 1979
Navigation
Les 3e Championnats d'Asie d'athlétisme se sont déroulés à Tokyo, au Japon en 1979.

## Résultats

### Hommes
| Event | Or                              | Or              | Argent                    | Argent          | Bronze                         | Bronze          |
| --- | ------------------------------- | --------------- | ------------------------- | --------------- | ------------------------------ | --------------- |
| 100 m | Suchart Chairsuvaparb Thaïlande | 10 s 63         | Suh Mei-Guh Corée du Sud  | 10 s 75         | Akira Harada Japon             | 10 s 80         |
| 200 m | Yasuhiro Harada Japon           | 21 s 34         | Shunzo Shito Japon        | 21 s 34         | Toshio Toyota Japon            | 21 s 39         |
| 400 m | Shoichi Hanada Japon            | 47 s 45         | Abbas Laibi Iraq          | 47 s 47         | Fahim Sada Iraq                | 47 s 51         |
| 800 m | Faleh Naji Jarallah Iraq        | 1 min 49 s 5 a  | Toshifumi Shigenari Japon | 1 min 49 s 6 a  | Sant Kumar Inde                | 1 min 50 s 1 a  |
| 1 500 m | Rattan Singh Inde               | 3 min 49 s 8 a  | Takashi Ishii Japon       | 3 min 50 s 1 a  | Toshifumi Shigenari Japon      | 3 min 50 s 9 a  |
| 5000 m | Hideki Kita Japon               | 13 min 55 s 3 a | Takao Nakamura Japon      | 13 min 59 s 8 a | Gopal Singh Saini Inde         | 13 min 59 s 8 a |
| 10 000 m | Toshihiko Seko Japon            | 28 min 59 s 2 a | Kunimitsu Itō Japon       | 29 min 00 s 2 a | Takeshi Sō Japon               | 29 min 02 s 5 a |
| 3000 m steeple | Masanari Shintaku Japon         | 8 min 40 s 8 a  | Hitoshi Iwabuchi Japon    | 8 min 57 s 2 a  | Gopal Singh Saini Inde         | 9 min 12 s 4 a  |
| 110 m haies | Yoshifumi Fujimori Japon        | 14 s 29         | Satbir Singh Inde         | 14 s 53         | Jabbar Rahima Iraq             | 14 s 72         |
| 400 m haies | Hussein Kadhum Iraq             | 51 s 18         | Takashi Nagao Japon       | 51 s 53         | Yukihiro Yoshimatsu Japon      | 52 s 14         |
| 20 km marche | Hakam Singh Inde                | 1 h 35 min 40   | Wang Qiang Chine          | 1 h 35 min 48   | Vellasamy Subramaniam Malaisie | 1 h 36 min 27   |
| 4 × 100 m | Japon                           | 39 s 70         | Thaïlande                 | 40 s 20         | Inde                           | 40 s 41         |
| 4 × 400 m | Iraq                            | 3 min 8 s 8a    | Japon                     | 3 min 8 s 9a    | Inde                           | 3 min 11 s 8a   |
| Saut en hauteur | Kazunori Koshikawa Japon        | 2,15 m          | Takao Sakamoto Japon      | 2,15 m          | Takashi Katamine Japon         | 2,15 m          |
| Saut à la perche | Itsuo Takanezawa Japon          | 5,20 m          | Tomomi Takahashi Japon    | 5,10 m          | Yosuhiro Kigawa Japon          | 5,00 m          |
| Saut en longueur | Junichi Usui Japon              | 7,97 m          | Suresh Babu Inde          | 7,94 m          | Toshihisa Yoshimoto Japon      | w 7,91 m        |
| Triple saut | Zhou Zhenxian Chine             | 17,02 m         | Motokuni Hiratani Japon   | w 16,52 m       | Masami Nakanishi Japon         | w 16,50 m       |
| Lancer du poids | Mohammed Al-Zinkawi Koweït      | 17,78 m         | Zhao Baoqin Chine         | 17,50 m         | Bahadur Singh Chouhan Inde     | 17,47 m         |
| Lancer du disque | Kiyotaka Kawasaki Japon         | 55,34 m         | Li Weinan Chine           | 54,64 m         | Michio Kita Japon              | 53,06 m         |
| Lancer du marteau | Shigenobu Murofushi Japon       | 66,73 m         | Masayuki Kawata Japon     | 65,94 m         | Raghubir Singh Bal Inde        | 61,52 m         |
| Lancer du javelot | Shen Maomao Chine               | 86,50 m         | Toshihiro Yamada Japon    | 78,46 m         | Masahiko Takita Japon          | 78,46 m         |
| Décathlon | Atsushi Kasai Japon             | 7096 pts        | Toshikazu Kobayashi Japon | 6983 pts        | Jin Xuewei Chine               | 6975 pts        |
| Records et Performances - AR : Record continental (area record) - CR : Record des championnats (championship record) - MR : Record du meeting (meet record) - NR : Record national (national record) - OR : Record olympique (olympic record) - PR : Record paralympique (paralympic record) - PB : Record personnel (personal best) - SB : Meilleure performance personnelle de la saison (season's best) - WL : Meilleure performance mondiale de l'année (world leader) - WJR : Record du monde junior (world junior record) - WR : Record du monde (world record) Circonstances et Conditions - DNF : N'a pas terminé (did not finish) - DNS : N'a pas pris le départ (did not start) - DQ : Disqualification (disqualification) - NM : Aucun essai valable enregistré (No Mark) - Q : Qualifié « directement » au prochain tour (ou à la prochaine compétition), lors d'une compétition majeure, grâce au classement ou à la réalisation des minima (automatic qualifier) - q : Qualifié au prochain tour (ou à la prochaine compétition), lors d'une compétition majeure, grâce au repêchage ou à la réalisation de l'une des meilleures performances parmi celles des « non qualifiés directement » (grâce au meilleur temps ou à la meilleure distance par exemple) (secondary qualifier) |                                 |                 |                           |                 |                                |                 |

### Femmes
| Event | Or                                      | Or             | Argent                                  | Argent         | Bronze                                  | Bronze         |
| --- | --------------------------------------- | -------------- | --------------------------------------- | -------------- | --------------------------------------- | -------------- |
| 100 m | Emiko Konishi Japon                     | 12 s 09        | Ying Yaping People's Republic of China  | 12 s 10        | Mo Myung-Hee Corée du Sud               | 12 s 11        |
| 200 m | Sumiko Kaibara Japon                    | 24 s 45        | Mo Myung-Hee Corée du Sud               | 24 s 49        | Emiko Konishi Japon                     | 24 s 72        |
| 400 m | Chung Byong-Soon Corée du Sud           | 54 s 33        | Rita Sen Inde                           | 54 s 99        | Yumiko Aoi Japon                        | 55 s 66        |
| 800 m | Chung Byong-Soon Corée du Sud           | 2 min 06 s 1 a | Chang Yong-Ae Corée du Nord             | 2 min 10 s 2 a | Takako Sanda Japon                      | 2 min 11 s 8 a |
| 1500 m | Kim Ok-Sun Corée du Nord                | 4 min 25 s 0 a | Kim Chun-Hwa Corée du Nord              | 4 min 29 s 1 a | Lu Hongxiang People's Republic of China | 4 min 31 s 3 a |
| 3000 m | Kim Ok-Sun Corée du Nord                | 9 min 24 s 9 a | Yang Yenying People's Republic of China | 9 min 30 s 8 a | Kim Chun-Hwa Corée du Nord              | 9 min 31 s 4 a |
| 100 m haies | Emi Akimoto Japon                       | 14 s 17        | Dai Jianhua People's Republic of China  | 14 s 33        | Tamie Motegi Japon                      | 14 s 45        |
| 400 m haies | Yumiko Aoi Japon                        | 60 s 46        | Marina Chin Leng Sim Malaisie           | 61 s 63        | Zhan Xin People's Republic of China     | 61 s 84        |
| 4 × 100 m | Japon                                   | 45 s 85        | Thaïlande                               | 46 s 03        | Inde                                    | 46 s 93        |
| 4 × 400 m | Japon                                   | 3 min 45 s 9a  | Malaisie                                | 3 min 46 s 3a  | Philippines                             | 3 min 57 s 5a  |
| Saut en hauteur | Zheng Dazhen People's Republic of China | 1,87 m         | Tamami Yagi Japon                       | 1,81 m         | Hisayo Fukumitsu Japon                  | 1,81 m         |
| Saut en longueur | Sumie Awara Japon                       | w 6,42 m       | Zou Wa People's Republic of China       | w 6,27 m       | Kazuko Ishizu Japon                     | w 6,05 m       |
| Lancer du poids | Shen Lijuan People's Republic of China  | 17,48 m        | Yukari Seo Japon                        | 14,78 m        | Yumiko Asari Japon                      | 14,12 m        |
| Lancer du disque | Li Xiaohui People's Republic of China   | 58,62 m        | Yukari Seo Japon                        | 46,64 m        | Yumiko Asari Japon                      | 44,16 m        |
| Lancer du javelot | Li Xia People's Republic of China       | 58,44 m        | Yao Juiying People's Republic of China  | 54,82 m        | Naomi Shibusawa Japon                   | 51,16 m        |
| Pentathlon | Ye Peisu People's Republic of China     | 4139 pts       | Tomoko Uchida Japon                     | 3753 pts       | Sachie Sekiguchi Japon                  | 3706 pts       |
| Records et Performances - AR : Record continental (area record) - CR : Record des championnats (championship record) - MR : Record du meeting (meet record) - NR : Record national (national record) - OR : Record olympique (olympic record) - PR : Record paralympique (paralympic record) - PB : Record personnel (personal best) - SB : Meilleure performance personnelle de la saison (season's best) - WL : Meilleure performance mondiale de l'année (world leader) - WJR : Record du monde junior (world junior record) - WR : Record du monde (world record) Circonstances et Conditions - DNF : N'a pas terminé (did not finish) - DNS : N'a pas pris le départ (did not start) - DQ : Disqualification (disqualification) - NM : Aucun essai valable enregistré (No Mark) - Q : Qualifié « directement » au prochain tour (ou à la prochaine compétition), lors d'une compétition majeure, grâce au classement ou à la réalisation des minima (automatic qualifier) - q : Qualifié au prochain tour (ou à la prochaine compétition), lors d'une compétition majeure, grâce au repêchage ou à la réalisation de l'une des meilleures performances parmi celles des « non qualifiés directement » (grâce au meilleur temps ou à la meilleure distance par exemple) (secondary qualifier) |                                         |                |                                         |                |                                         |                |

## Tableau des médailles
| Rang | Nation                     | Or | Argent | Bronze | Total |
| ---- | -------------------------- | -- | ------ | ------ | ----- |
| 1    | Japon                      | 20 | 18     | 21     | 59    |
| 2    | People's Republic of China | 7  | 8      | 3      | 18    |
| 3    | Iraq                       | 3  | 1      | 2      | 6     |
| 4    | Inde                       | 2  | 3      | 8      | 13    |
| 5    | Corée du Sud               | 2  | 2      | 1      | 5     |
| 5    | Corée du Nord              | 2  | 2      | 1      | 5     |
| 7    | Thaïlande                  | 1  | 2      | 0      | 3     |
| 8    | Koweït                     | 1  | 0      | 0      | 1     |
| 9    | Malaisie                   | 0  | 2      | 1      | 3     |
| 10   | Philippines                | 0  | 0      | 1      | 1     |